# Саминский, Лазарь Семёнович

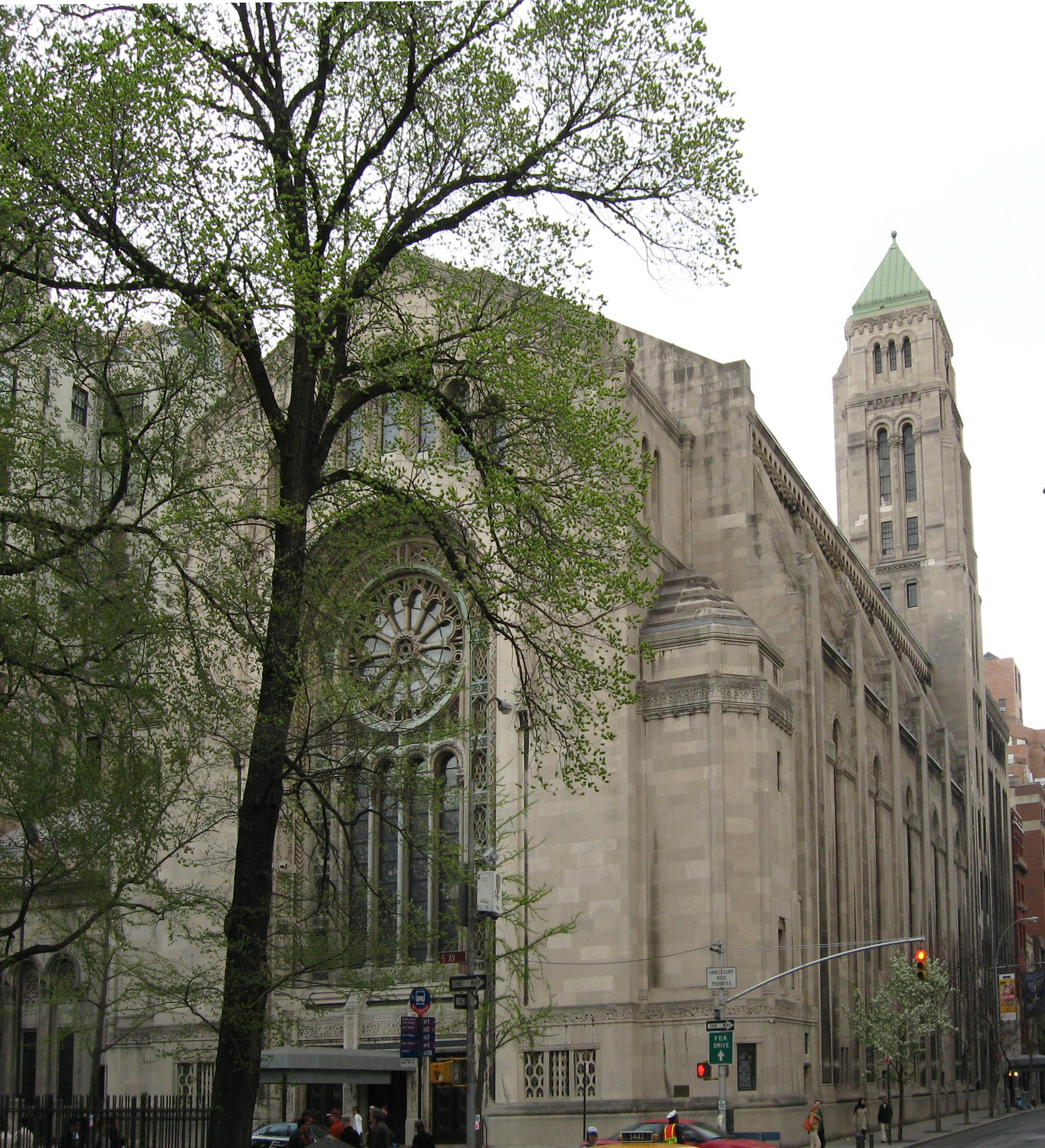
Темпль Эмману-Эл

Лазарь Семёнович Саминский (8 ноября 1882[…], Долинское, Херсонская губерния — 30 июня 1959[…], Порт-Честер, Нью-Йорк) — российский и американский композитор и музыковед

.

## Биография
Родился 8 ноября 1882 года в Валегоцулово Валегоцуловской волости Ананьевского уезда Херсонской губернии Российской империи (ныне село Долинское Ананьевского района Одесской области Украины).
Учился в Одесском музыкальном училище Императорского русского музыкального общества (ИРМО) и Московском филармоническом училище. Затем окончил Санкт-Петербургскую консерваторию (1910) по классу композиции Н. А. Римского-Корсакова и А. К. Лядова и по классу дирижирования Н. Н. Черепнина.
Один из основателей Общества еврейской народной музыки. Исследователь фольклора грузинских евреев. Директор Тифлисской консерватории (1917).
С 1919 года жил в Эрец-Исраэль, с 1920 года — в США.
Музыкальный директор одной из крупнейших реформистских синагог Нью-Йорка «Темпль Эмману-Эл».
Один из учредителей Американской лиги композиторов.
Умер 30 июня 1959 года в Порт-Честер, штат Нью-Йорк, США.

## Произведения
- Дочь Ифтаха (опера-балет, 1925);
- Царь Саул (кантата, 1929);
- Праздничное б-гослужение (1929), программная симфония с хором;
- Иерусалим, град Соломона и Христа (симфония, 1930; первое исполнение — 1958);
- Хасидская сюита (1937);
- Антология духовных и обрядовых еврейских песен (1946);
- Сокровища песен древнего Израиля (1951).

## Труды
- Об еврейской музыке. Сб. статей. СПб.: Север, 1914. 79 с.
- Музыка наших дней (1932)
- Музыка гетто и Библии (1934)
- Современная музыка Америки (1949)
- Основы дирижирования (1958)